# Приморска флотила морнарице НОВЈ
Приморска флотила морнарице НОВЈ формирана је крајем септембра 1943. у Подгори; имала је 4 патролна чамца. Успостављањем IV поморског обалског сектора (ПОС) у октобру jе ушла у његов састав. У Подгори је и пре формирање флотиле наоружано неколико бродова који су вршили патролну службу у Хварском каналу, одржавали везу и превозили јединице. Патролни чамци Приморске флотиле вршили су патролну службу у Хварском и Неретванском каналу, одржавали везу (посебно Подгора – острво Хвар), превозили јединице, рањенике и збегове и нападали на непријатељски поморски саобраћај. Приликом повлачења јединица НОВЈ из Макарског приморја на Хвар и Брач, Флотила је
ноћу 15/16. и 16/17. новембра пратила конвоје моторних једрењака који су пребацивали борце, рањенике, збег и ратни материјал, учествујући и сама у превозу. Приморска флотила се 17. новембра повукла из Подгоре у увалу Велику Стиниву на оствру Хвару, два дана касније у Врбоску, а 23. новембра упловила је у Хвар. Наређењем Штаба IV ПОС од 29. новембра пребазирана је у Сућурај, на истoчну обалу Хвара, одакле је нападала непријатељски поморски саобраћај, вршила патролну службу и, у садејству са јединицама 11. далматинске бригаде, десантне препаде на обалу Макарског приморја. Почетком децембра 1943. Приморска флотила је имала патролне чамце Биаковац, Партизан II, Партизан III и Турист, бројно стање 42 борца и руководиоца, од чега 8 чланова КПЈ, 3 кандидата и 5 чланова СКОЈ. Ноћу 8/9. децембра патролни чамци Биоковац и Турист заробили су у Хварском каналу усташки моторни једрењак Јадро који је превозио 90 тона хране и 37 жандарма, домобрана и усташа. Кад су Немци заузели острво Корчулу, Приморска флотила је од 24. децембра патролирала уз обалу Хвара, од увале Покривеник до острва Шћедра, и одржавала везу Сућурај—Макарско приморје. Флотила се 19. јануара 1944.
повукла на Вис, заједно са осталим јединицама IV ПОС, а сутрадан је расформирана. Патролни чамац Биоковац је ушао у састав наоружаних бродова IV ПОС, ПЧ4-Турист у састав лучке капетаније Вис, а ПЧ 55-Партизан II и ПЧ 56-Партизан III у састав Вишке флотиле Морнарице НОВЈ